# Jan Groenendijk (dammer)

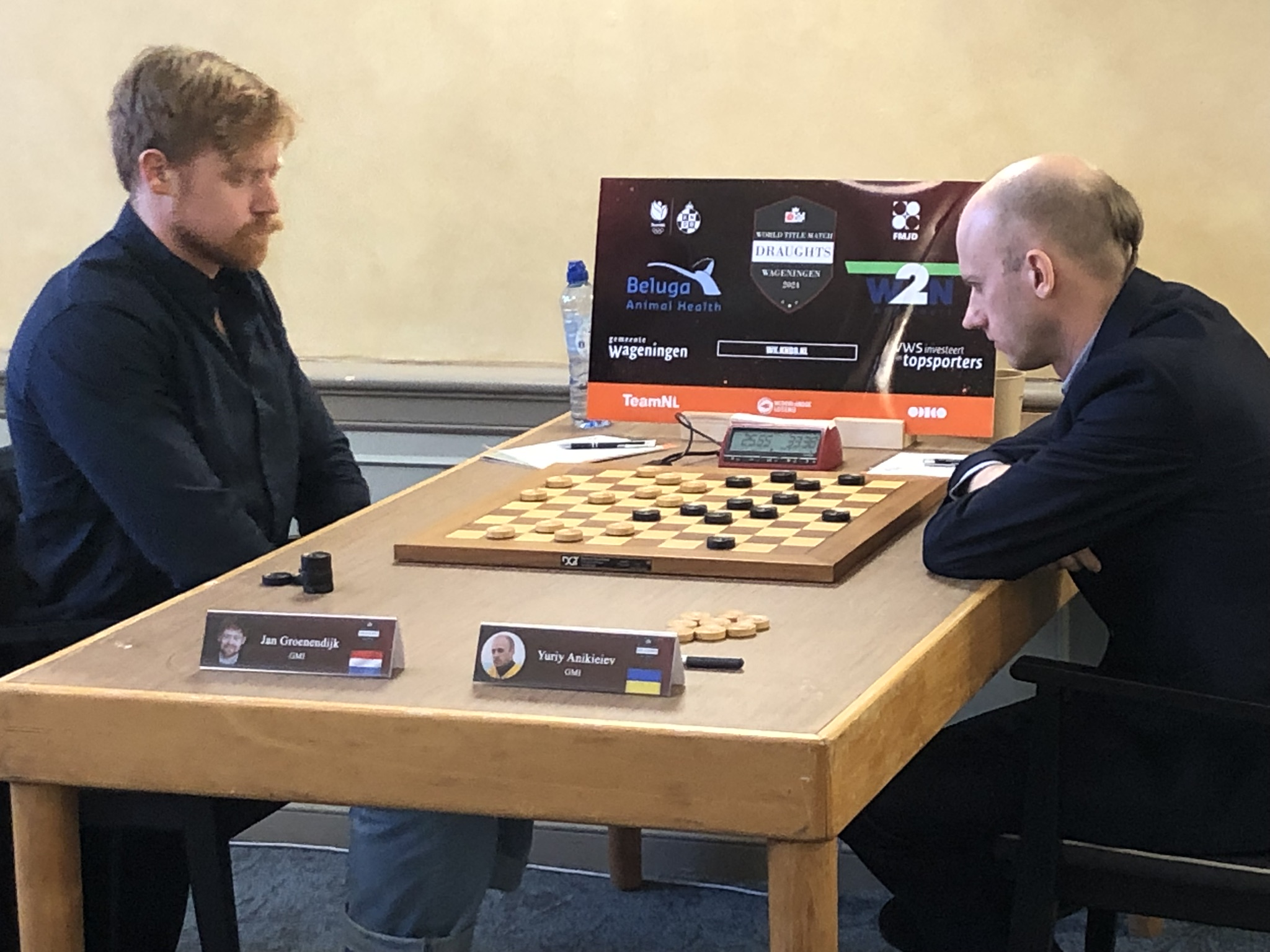
Jan Groenendijk tegen Yuri Anikejev tijdens de door Groenendijk gewonnen tweekamp om de wereldtitel (2024).

Jan Groenendijk (Wageningen, september 1998) is een Nederlands dammer. In 2014 werd hij negende op het EK en in 2012 werd hij 26e. Met zijn prestatie in 2014 plaatste hij zich voor het WK 2015. Daar behaalde hij op 17-jarige leeftijd de tweede plaats achter Aleksandr Georgiev. Deze tweede plaats gaf hem het recht Georgiev in 2016 voor een match om de wereldtitel uit te dagen. Nadat die besloot geen match om de wereldtitel te spelen, kreeg Roel Boomstra de kans om Groenendijk uit te dagen. Boomstra won de tweekamp.
In 2024 werd hij achtereenvolgens Nederlands kampioen, Europees kampioen en wereldkampioen dammen.

## Jeugdkampioenschappen
Groenendijk deed mee aan elf Nederlandse jeugdkampioenschappen. Hiervan won hij er vier; twee bij de junioren (2012 en 2014), één bij de aspiranten (2014) en één bij de pupillen (2011). Ook nam hij acht keer deel aan Europese jeugdkampioenschappen. Hiervan won hij er vijf; bij de junioren (2015), aspiranten (2014), pupillen (2010 en 2011) en bij de welpen (2008). Hij nam vijf keer deel aan de jeugdwereldkampioenschappen. Hiervan won hij in 2014 bij de aspiranten. 

## Nederlands kampioenschap
Groenendijk deed vijf keer mee aan het Nederlands kampioenschap dammen.
- NK 2019 - gedeeld tweede met 14 punten uit 11 wedstrijden
- NK 2020 - Groenendijk eindigde samen met Alexander Baljakin op de eerste plaats met 19 punten uit 13 wedstrijden. De barrage die volgde wist Groenendijk te winnen met 3-1 waarmee hij de Nederlandse titel won.
- NK 2022 - Groenendijk eindigde, net als in 2020, samen met Baljakin op de eerste plaats met 19 punten uit 13 wedstrijden. De barrage wist Groenendijk te winnen met 2-0, waarmee hij de titel prolongeerde.
- NK 2023 - Groenendijk eindigde, net als de twee voorgaande edities, samen met Baljakin op de eerste plaats met 19 punten uit 13 wedstrijden. De barrage wist Groenendijk te winnen, waarmee hij voor de derde achtereenvolgende keer Nederlands kampioen werd.[2]
- NK 2024 - Groenendijk werd voor de vierde achtereenvolgende keer Nederlands Kampioen met 20 punten uit 13 wedstrijden.

In 2014 won Groenendijk het Nederlands kampioenschap sneldammen. In 2015 werd hij tweede achter Baljakin.

## Europees kampioenschap
Groenendijk deed meerdere malen mee aan het Europees kampioenschap dammen.
- 2012 - als 14-jarige werd Groenendijk 26e met 10 punten uit 9 partijen.
- 2014 - 9e plaats met 11 punten en daarmee geplaatst voor het WK van 2015.
- 2018 - 11e plaats met 11 punten.
- 2022 - kampioen met 12 punten uit 9 partijen.
- 2024 - kampioen met 13 punten uit 9 partijen.

In 2023 won hij bij het Europees kampioenschap sneldammen zowel het onderdeel rapid (in Beilen) als blitz.

## Wereldkampioenschappen
Groenendijk deed meerdere malen mee aan het toernooi om de wereldtitel. 
- 2015 - tweede plaats met 24 punten uit 19 partijen, één punt achter Aleksandr Georgiev.
- 2016 - tweede plaats in tweekamp met 8 punten uit 12 partijen, acht punten achter Roel Boomstra.
- 2017 - zevende plaats in de groepsfase met 10 punten uit 9 partijen, één punt te weinig voor de finale.
- 2019 - vierde plaats met 25 punten uit 19 partijen.
- 2021 - vierde plaats met 12 punten uit 11 partijen.
- 2023 - tweede plaats met 24 punten uit 18 partijen, één punt achter Yuri Anikejev.
- 2024 - wereldkampioen na een tweekamp tegen Yuri Anikejev. Na winst in de 12e reguliere partij, versloeg hij Anikejev in de barrage.
- 2025 - wereldkampioen na een toernooi in 11 rondes.

In 2023 won hij het Wereldkampioenschap rapiddammen in Warschau.
1965 Iser Koeperman · 1967-1971 Ton Sijbrands · 1974 Andris Andreiko · 1977 Rostislav Lesjtsjinski ·  1983 Vadim Virny · 1987 Gérard Jansen · 1992, 2008 Guntis Valneris · 1995, 2006, 2010 Aleksandr Georgiejev · 1999 Harm Wiersma · 2002 Aleksandr Sjvartsman · 2012, 2016 Aleksej Tsjizjov · 2014 Roel Boomstra · 2018 Michail Semenjoek · 2022-2024 Jan Groenendijk
1885-1894 Dussaut · 1895 Leclercq · 1899-1911 Weiss · 1912-1912 Molimard · 1912 Hoogland · 1925 Bizot · 1926, 1931-1932 Fabre · 1928 Springer · 1933-1938 Raichenbach · 1945, 1947 Ghestem · 1948-1954 Roozenburg · 1956 Deslauriers · 1958, 1959, 1961, 1963, 1965, 1967, 1974 Koeperman · 1960, 1964 Sjtsjogoljev · 1963 Sy · 1968-1971 Andreiko · 1972, 1973 Sijbrands · 1976, 1977, 1981, 1983-1984 Wiersma · 1978, 1980, 1984, 1985 Gantvarg · 1982 Van der Wal · 1986, 1987 Dybman · 1988-1993, 1995, 1996, 2001, 2005 Tsjizjov · 1994 Valneris · 1998, 2007, 2009, 2017, 2021 Sjvartsman · 2003-2004, 2006, 2011-2015, 2019 Georgiejev · 2016, 2018, 2022 Boomstra · 2023 Anikejev · 2024-2025 Groenendijk